# Маслов, Андрей Сергеевич
Андрей Сергеевич Маслов (род. 23 октября 1986 года) — российский игрок в хоккей с мячом, вратарь «Сибсельмаша».

## Карьера
Воспитанник В. В. Загуменного.
Обладатель кубка мира среди юношей (2001). Чемпион России среди юниоров (2004) и юношей (2000, 2001, 2002).
Выступал за клубы: «СКА-Нефтяник» (Хабаровск), «Мурман» (Мурманск). С 2012 года в «Сибсельмаше»
В чемпионате России провел 43 матчей.